# Vana Anatoomikum
L'ancien bâtiment d’anatomie (en estonien : Vana Anatoomikum) est un bâtiment de l’université de Tartu en Estonie.

## Présentation
Le Vana Anatomikum ou ancien théâtre anatomique est un bâtiment d'enseignement de la Faculté de médecine de l'Université de Tartu conçu par Johann Wilhelm Krause et achevé en 1805 sur le versant sud de la colline de Toomemägi sur le site du bastion de Charles X Gustave.
Achevé à l'origine comme une rotonde classique, des bâtiments à ailes semi-arquées lui ont été ajoutés dans les années 1825-1827 selon les plans de Johann Wilhelm Krause. 
Le bâtiment d’anatomie a pris sa forme actuelle après l'achèvement de la dernière extension majeure en 1856-1860. 
L'édifice est appelé ancien bâtiment d’anatomie depuis la construction de l’Uus Anatoomikum en 1888.
L'enseignement a eu lieu dans l'ancien bâtiment d’anatomie jusqu'en 1999, date à laquelle le Biomedicum (et) a été achevé.
En 2014, le centre d'innovation pédagogique de l'Université de Tartu a été installé dans une aile de l'ancien Anatomikum. Il accueille des séminaires et des ateliers de formation des enseignants, des formations continues et des séminaires nationaux et internationaux.
Les collections de la Faculté de médecine de l'Université sont exposées au Centre de recherche AHHAA.

## Galerie

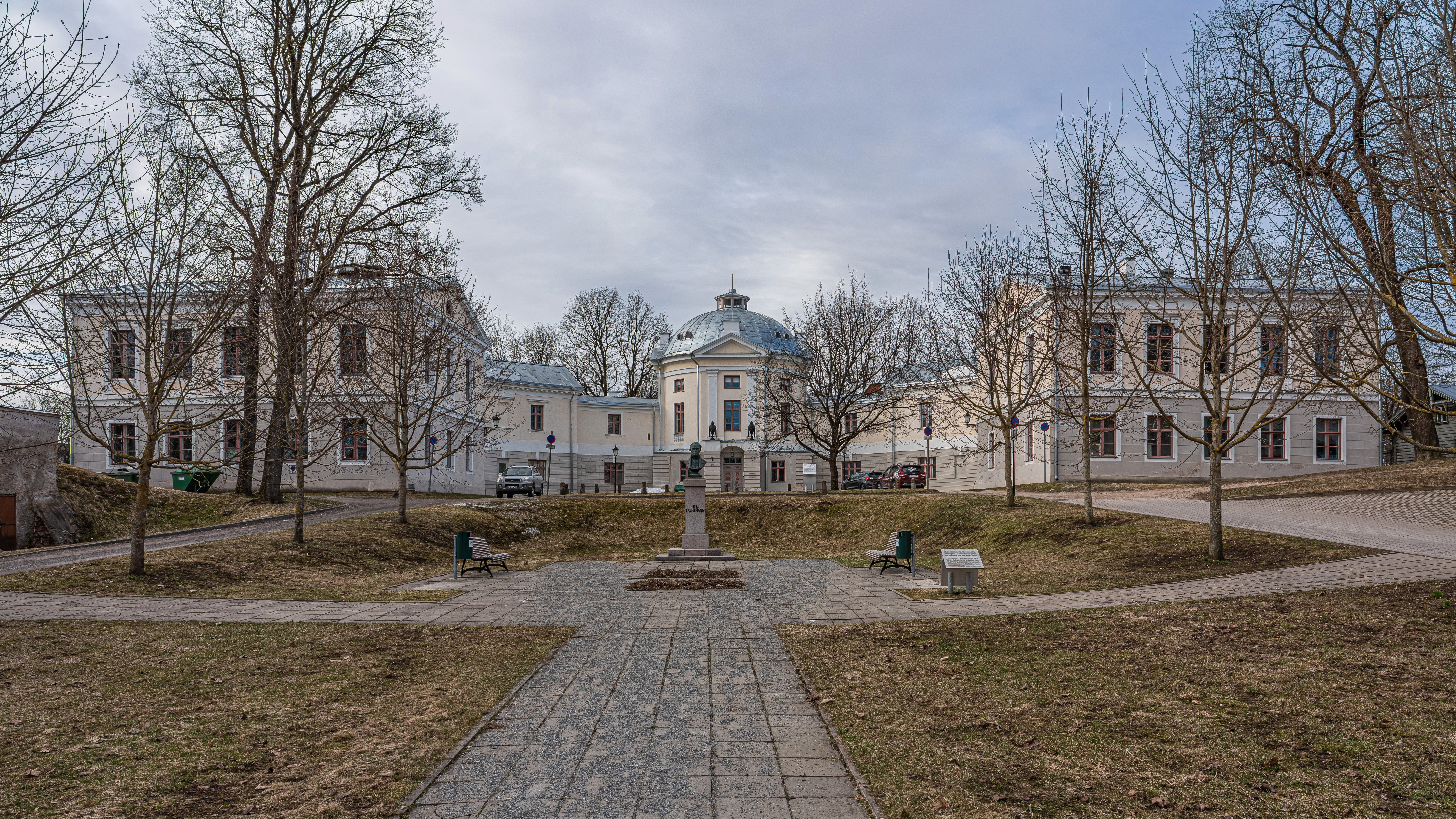
L’ancien bâtiment

### Liens  externes
- Ressource relative à l'architecture :   - Kultuurimälestiste